# Erigorgus lubricus
Erigorgus lubricus är en stekelart som beskrevs av Atanasov 1975. Erigorgus lubricus ingår i släktet Erigorgus och familjen brokparasitsteklar. Inga underarter finns listade i Catalogue of Life.